# 五條インターチェンジ

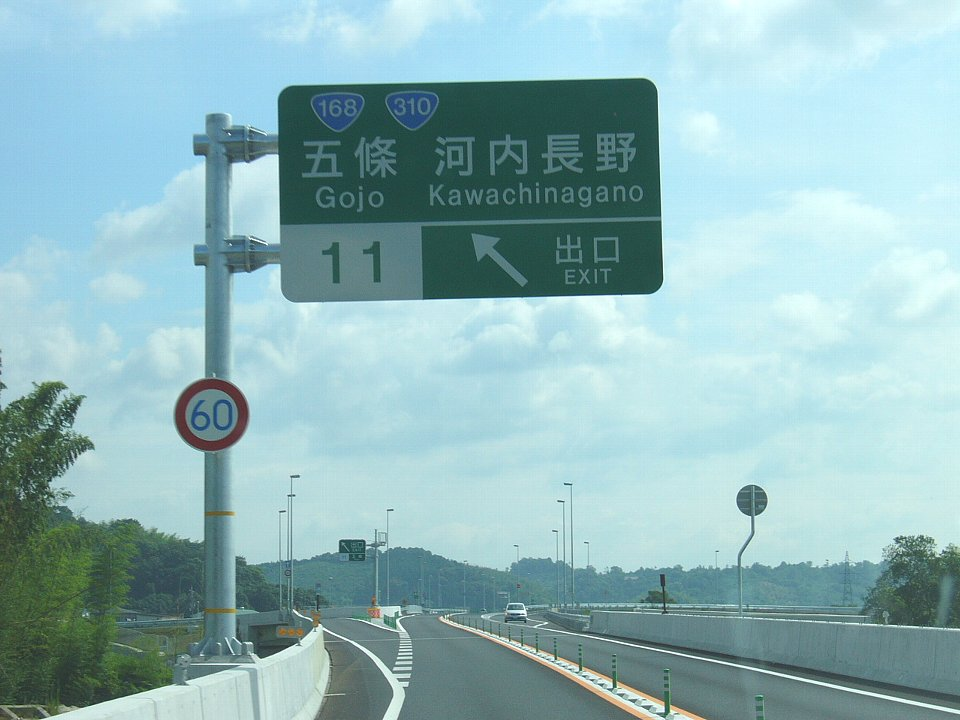
五條方面出口

五條インターチェンジ（ごじょうインターチェンジ）は、奈良県五條市にある京奈和自動車道（五條道路）のインターチェンジである。
このインターチェンジは京奈和自動車道・五條道路区間7.9kmにある3つのインターチェンジの内、五條市の市街地から最も近いインターチェンジとなる。
国道310号に接続しており、十津川・新宮方面への連絡が便利になった。

## 歴史
- 2006年（平成18年）
  - 4月22日：五條北IC-当IC開通により供用開始。
  - 6月17日：当IC-橋本東IC（橋本道路）間が開通し、五條道路全線開通。

## 周辺
- JR和歌山線 五条駅
- 五條市役所
- 五條市消防本部
- 栗山家住宅（重要文化財で非公開）
- 十輪寺
- 如意寺

## 接続する道路
- 国道310号

## 料金所
無料区間のため設置されていない。

## 隣
E24 京奈和自動車道
(10)五條北IC - (11)五條IC - (12)五條西IC

## 関連記事
- 日本のインターチェンジ一覧